# Doras carinatus
Doras carinatus is een straalvinnige vissensoort uit de familie van de doornmeervallen (Doradidae). De wetenschappelijke naam werd gepubliceerd in 1766 door Carl Linnaeus.